# Брилмај
Брилмај (фр. Brullemail) насеље је и општина у северној Француској у региону Доња Нормандија, у департману Орн која припада префектури Алансон.
По подацима из 2011. године у општини је живело 106 становника, а густина насељености је износила 10,31 становника/km². Општина се простире на површини од 10,28 km². Налази се на средњој надморској висини од 239 метара (максималној 303 m, а минималној 184 m).

## Демографија
| 1962. | 1968. | 1975. | 1982. | 1990. | 1999. | 2011. |
| ----- | ----- | ----- | ----- | ----- | ----- | ----- |
| 141   | 159   | 135   | 92    | 80    | 97    | 106   |

График промене броја становника у току последњих година